# هشيش ريشي
هشيش ريشي (الاسم العلمي: Psathyrella pennata) هو نوع من الفطريات يتبع جنس الهشيش من الفصيلة الهشيشية               .	